# Матія Бравнічар
Матія Бравнічар (словен. Matija Bravničar; нар. 24 лютого 1897, Толмін — пом. 25 листопада 1977, Любляна) — словенський композитор.

## Біографія
Матія Бравнічар був одним із перших словенських композиторів-симфоністів. Він створив чотири симфонії, дві опери, кілька симфонічних віршів, камерну музику та інші твори. Спочатку він почав вивчати скрипку, а потім вивчив композицію у Маріо Когоя та Славка Остерца в Люблянській консерваторії. Він був скрипалем оркестру Люблянської опери з 1919 по 1945 рік, а також її президентом.
Після війни короткий час був директором музичної школи в Горіції, з 1945 по 1949 адміністративним директором AG, потім керівником музичного відділу в Державному видавництві, з 1952 року став доцентом, а згодом професором композиції в Академії мистецтв до виходу на пенсію в 1967 році. У 1949 став другим президентом (після Карла Пахора) Товариства словенських композиторів, а в 1953—1957 роках він також очолював Асоціацію югославських композиторів. У 1951 році разом з Маріаном Липовшеком редагував словенський музичний журнал. З 1972 року — асоційований член, а з 1974 і до смерті — дійсний член Словенської академії наук і мистецтв.
Він був членом оперного оркестру в Любляні, а після війни професором композиції. Як композитор-експресіоніст, у його композиціях часто використовувались елементи словенської народної музичної традиції.
У 1963 році він отримав премію Франце Прешерена за концерт для скрипки та оркестру.

## Особисте життя
У 1932 році він одружився з артисткою балету та хореографом Гізелою Бравнічар. Його син Деян Бравнічар — відомий словенський скрипаль, а його онук — піаніст Ігор Бравнічар.